# Дубровка (Чаусский район)
Дубро́вка (бел. Дубро́ўка) — посёлок в составе Горбовичского сельсовета Чаусского района Могилёвской области Республики Беларусь.

## Население
- 2010 год — 2 человека